# Сидерас, Лукас
Лукас Сидерас (греч. Λουκάς Σιδεράς; 5 декабря 1944 года, Афины) — бывший барабанщик греческой прогрессив-рок-группы Aphrodite’s Child.

## Биография

### Aphrodite’s Child
Лукас начал играть на барабанах в возрасте 13 лет. К тому времени, когда ему было 15 лет, он уже играл с несколькими группами в Афинах. Позже познакомился с Вангелисом и Демисом Руссосом, и они образовали Aphrodite’s Child. В 1967 году они подписали контракт с Mercury Records во Франции и выпустили три альбома: «End of the World» (включая песню «Rain and Tears»), It’s Five O’Clock и 666 , последний из которых был продан в количестве 20 миллионов копий по всему миру.
После того, как «Aphrodite’s Child» распались в 1972 году, Лукас начал сочинять свою собственную музыку и выпустил свой первый сольный альбом One Day на Polydor-France, который продал в количестве 28 000 экземпляров. В 1974 году Лукас выпустил ещё один сольный альбом Pax Spray , который был продан в количестве 45 000 экземпляров.

### Продюсер
Сидерас также был активным продюсером. В 1975 году он выпустил альбом Alba для Риккардо Коччианте, который занял первое место в чартах Италии. Он также много продюсировал для Sigma Fay, начиная с 1979 года с альбома Love’s Fool и продав 75 000 копий, а затем в 1981 году альбом Dead Line, 52 000 копий которого были проданы. В 1984 году он продюсировал сингл Sigma Fay «You’re the Drug in My Life», реализовав 34 000 копий.

### Другие проекты
В 1977 году Сидерас образовал группу Ypsilon с Лакисом Влавианосом и Димитрисом Катакузиносом. Они выпустили альбом Metro Music Man , который был продан в количестве 75 000 экземпляров. В 1984 году он выпустил сингл Sigma Fay «Alien Child», который был продан в количестве 60 000 экземпляров.
В 1987 году Сидерас сформировал блюз-рок- группу Diesel (не путать с одноимённой голландской группой) с Сигмой Фэй и Янисом Дролапасом. Группа просуществовала в течение десяти лет, регулярно отмечалась концертами, участвовала в джем-сейшенах, но их единственным релизом был альбом Diesel 1995 года. Во время работы в группе Сидерас также сочинял музыку для нескольких документальных фильмов и рекламных роликов в своей студии.
В 2005 году Сидерас создал блюз-рок группу Los-Tres с Симосом Кокавезисом и Бари Залли, они дали множество концертов. В 2008 году Сидерас выпустил сольный альбом Stay With Me, который он сочинил, аранжировал и продюсировал в своей студии. На альбоме отчётливо чувствуется влияние этнической музыки.